# Четрнаести српски корпус НОВЈ
Четрнаести српски корпус НОВЈ формиран је 6. септембра 1944. године од 23, 25. и 45. српске дивизије. Одмах је добио назив српски.
Командант корпуса био је Радивоје Јовановић Брадоња, а политички комесар Радисав Раја Недељковић.
У његов састав, од половине новембра 1944. године улазе 2. и 3. артиљеријска бригада, (Ове бригаде формиране су у Неготину. Свака од њих у свом саставу имала је по један тешки, пољски, противтенковски и минобацачки дивизион и штабну батерију), инжењеријска бригада, батаљон за везу, коњички ескадрон, извиђачка чета, и друге корпусне јединице и установе.
У септембру имала је око 15 000, а 18. новембра преко 36 000 бораца. Био је под командом Главног штаба НОВ И ПО Србије, а с момента формирања Друге армије (01.01.1945), престао је да постоји под тим називом, пошто су његове јединице ушле у састав армије. Међутим, у документима се, све до краја рата, у јединицама из његовог састава наводи и припадност овом корпусу.
Јануара 1945 је, из његовог састава, Друга артиљеријска бригада ушла у састав 23. дивизије, а Трећа артиљеријска бригада у састав 28. дивизије.

## Борбени пут
Четрнаести српски корпус најпре је учествовао у операцијама у источној Србији, где је, у првој етапи, потпуно разбио преостале четничке снаге. Затим, водио је успешне акције против немачких и четничких снага у Бољевцу, Зајечару, Бору и Неготину. Први додир са снагама Другог украинског фронта Црвене армије, које су се налазиле у Румунији, остварио је 12. септембра.
Командант Трећег украинског фронта, маршал Толбухин, високо је оценио борбени квалитет дејстава овог корпуса. Маршал Бирјузов, начелник Штаба Трећег украјинског фронта, у својим мемоарима је, посветио цело једно поглавље, дејствима 14. корпуса.
Корпус је у садејству са јединицама Црвене армије, у потпуности уништио немачку армијску групу Србија.
У зони дејства Четрнаестог српског Корпуса налазило се тежиште немачке одбране и главни правац напада Црвене армије на југословенском делу совјетско-немачког фронта.
У другој етапи, циљ дејства Корпуса био је да Црвеној армији обезбеди што лакше савлађивање планинских масива источне Србије и што бржи продор у долину Велике Мораве ради даљег дејства према Београду. У садејству са јединицама 75. стрељачког Корпуса Црвене армије, Четрнаести српски корпус је, тај задатак, у потпуности, извршио. Затим је, његова двадесет трећа дивизија, ушла у састав Прве армијске групе и учествовала у трећој (по неким историчарима и учесницима, најважнијој) етапи Београдске операције на простору Авале и Врчина. Ту је, у потпуности, уништила изузетно јаку, немачку борбену групацију „ Штетнерˮ. Управо групација „ Штетнерˮ представљала је најозбиљнију претњу да цела Београдска операција пропадне.
Његова 25. дивизија, заједно са 75. стрељачким корпусом Црвене армије дејствовала је према Пожаревцу. Четрдесет пета дивизија, са јединицама Црвене армије, ослободила је Параћин, Алексинац, Књажевац, и учествовала у ослобођењу Ниша.
Корпусу су придодате Друга пролетерска и 17. дивизија. Тако ојачан, 14. Корпус носио је тежиште операције у долини Ибра и Западне Мораве, против немачког 34. армијског корпуса који је обезбеђивао повлачење снага немачке групе армија Е из Грчке. У садејству са 68-стрељачким корпусом Црвене армије под командом Николаја Николајевича Шкодуновича, разбијена је ова, јака немачка армијска групација.
У тешким борбама Четрнаести српски корпус ослободио је Краљево и Чачак. У даљим дејствима ослободио је долину Западне Мораве и Ужице.
У саставу Друге армије, Четрнаести српски корпус, посебно се истакао при разбијању главнине четничких снага код Тузле.
У операцијама против ојачане немачке 22 дивизије у источној Босни, као и при одбијању немачког напада на Тузлу из рејона Брчког. У завршним операцијама Друге армије, јединице Четрнаестог српског корпуса учествовале су у ослобођењу Загреба 8. маја 1945. године.